# 努盖杜-圣尼科洛
努盖杜-圣尼科洛（義大利語：Nughedu San Nicolò）是意大利撒丁大区萨萨里省的一个市镇。总面积67.95平方公里，人口898人，人口密度13.2人/平方公里（2009年）。ISTAT代码为090044。